# لو نوفيل أوبسرفاتور
لو نوفيل أوبسرفاتور (بالفرنسية: Le Nouvel Observateur)‏ هي مجلة أسبوعية فرنسية تهتم بكامل المعلومات الإخبارية. تُصدر أكثر من 500.000 نسخة. تأسست المجلة في 19 نوفمبر 1964 من طرف الفيلسوف والصحفي الفرنسي أندري غورز والصحفي جان دانيال. اللذان تركا العمل في مجلة ليكسبرس لتأسيس مجلتهم. كانت لو نوفيل أوبسرفاتور لوقت طويل تتمتع بشعبية كبيرة لدى المثقفين الباريسيين.

## وصلات خارجية
- الموقع الرسمي (باللغة الفرنسية)